# Tetrix longipennis
Tetrix longipennis är en insektsart som beskrevs av Zheng, Z. 2006. Tetrix longipennis ingår i släktet Tetrix och familjen torngräshoppor. Inga underarter finns listade i Catalogue of Life.